# Ficus subcuneata
Ficus subcuneata là một loài thực vật có hoa trong họ Moraceae. Loài này được Miq. mô tả khoa học lần đầu tiên vào năm 1867.